# 薩琦
薩琦（1394年—1457年），字廷珪，號鈍庵，福建福州府閩縣人，明朝政治人物，進士出身。

## 生平
薩琦於宣德庚戌科考中进士，列二甲二名，被選為翰林院庶吉士，授編修一職，官至禮部侍郎，他頗有文德，潔身自好，為《明史》所稱贊，福州薩氏家族也被他所振興。薩氏到薩琦這一代可能仍保持著穆斯林的身份，而薩琦也曾捐資重修福州清真寺。但薩琦本身受儒家思想深刻熏陶，一改色目人的傳統，而采用漢族的朱元晦夫子家礼，包括其葬禮也用朱子家禮進行，這一舉動頗得福州漢族士紳好感，被認為是引導了福州薩氏漢化的趨勢。

## 家族
萨琦是福州雁門薩氏入閩第三代，祖先為西域的色目人，元代被賜薩姓，薩琦的祖父薩仲禮於元朝中期赴福建為官而遷基福州，薩琦之父為薩琅，家道中落而貧寒。